# Eva Martín (cantante)
Eva Martín (Portugalete, Vizcaya; 13 de septiembre de 1996) es una cantante y compositora vasca.

## Biografía
Eva Martín nació en la villa de Portugalete (Vizcaya) en 1996. Estudió en el colegio Asti Leku Ikastola. Después se graduó en la Universidad del País Vasco (2014-2018).
Desde niña ha sentido afición por el canto. Mientras estaba en la universidad comenzó a formarse profesionalmente en canto. Participó en un par de musicales como cantante.
En el año 2022 sacó su primer single "Cerca del miedo". Después le siguió "Matices". También a finales de 2022 sacó su primer EP llamado "Imperfectas decisiones".
En el año 2021 participó en el concurso «Talentos» de la cadena SER, en el que quedó segunda finalista. También ha dado varios conciertos. Entre sus conciertos ha sido telonera de artistas como Alba Reche.
Entre sus referentes están Rozalén o Bely Basarte.

## Discografía
- 2022, Cerca del miedo
- 2022, Matices
- 2022, Imperfectas Decisiones